# (1540) Kevola
(1540) Kevola est un astéroïde de la ceinture principale.

## Description
(1540) Kevola est un astéroïde de la ceinture principale. Il fut découvert le 16 novembre 1938 à Turku par Liisi Oterma. Il présente une orbite caractérisée par un demi-grand axe de 2,85 UA, une excentricité de 0,08 et une inclinaison de 12,0° par rapport à l'écliptique.

## Nom
Cet astéroïde a été nommé en l'honneur de l'observatoire de Kevola, en Finlande.

## Compléments